# Беранда
Беранда — село в Лазаревском районе муниципального образования город-курорт Сочи. Входит в состав Верхнелооского сельского округа. 

## География
Расположено в 26 км от центра Сочи. Так же называется железнодорожная станция Северо-Кавказской железной дороги. Село находится недалеко от реки Якорная Щель. До моря чуть более 2 километров.

## Население
| 2002 | 2010 |
| ---- | ---- |
| 409  | ↗450 |